# So Excited (album)
Pour les articles homonymes, voir So Excited.
Albums de Clara Morgane
Nuits blanches
(2010) 7
(2023)
Singles
1. I'm So Excited
Sortie : 12 septembre 2014[1]
2. Ève
Sortie : 13 février 2015
3. Mon Étage
Sortie : 18 septembre 2015
4. Ouvre
Sortie : 10 septembre 2016

So Excited est le troisième album studio de la chanteuse Clara Morgane, sorti le 20 octobre 2014 sur toutes les plateformes de téléchargements légaux. Une sortie physique a été annoncée pour le 30 janvier 2015. Entièrement auto-produit, c'est un album de jazz retro, disque très différent de l'electro-pop Nuits blanches sorti quatre ans auparavant.

## Genèse
L'origine de cet album remonte à 2012 lorsque Clara Morgane jouait à La Pépinière-Théâtre dans la pièce Cabaret Canaille de Nicolas Briançon où elle reprenait des classiques de Colette Renard et de Barbara. Elle y rencontra Gérard Daguerre, pianiste de Barbara, chargé de la direction musicale de la pièce, qui lui proposa de remonter un big band comme dans les années 1930. Ayant dans un premier temps pour titre La Parenthèse Amoureuse et décrit comme acoustique, l'album sera ensuite réorienté jazzy. L'enregistrement de l'album se fit en une semaine au palais des Congrès à Paris en compagnie de 17 musiciens.
Le premier single choisi pour la promotion de l'album est I'm So Excited. Le second single, Ève, est éditée pour le 13 février, veille de la St Valentin. Mon étage devient le troisième single et le dernier Ouvre est une chanson sur une reprise d'un texte de Alfred de Musset.

## Listes des chansons[4]
| #  | Titre             | Auteur(s)                      | Compositeur(s)                    | Producteur(s)                 | Durée |
| -- | ----------------- | ------------------------------ | --------------------------------- | ----------------------------- | ----- |
| 1. | I'm So Excited    | Lawrence Trevor Anthon         | Pointer Sisters                   | Jérémy Olivier, Mitch Olivier | 4:26  |
| 2. | Ma Revanche       | Clara Morgane                  | Jérémy Olivier                    | Jérémy Olivier, Mitch Olivier | 4:20  |
| 3. | L'eau à la bouche | Serge Gainsbourg               | Serge Gainsbourg, Alain Goraguer  | Clara Morgane, Jérémy Olivier | 2:20  |
| 4. | Eve               | Clara Morgane, Arnaud Affolter | Arnaud Affolter, Thomas d'Arbigny | Jérémy Olivier, Étienne Macar | 3:42  |
| 5. | Mon Etage         | Clara Morgane, Arnaud Affolter | Arnaud Affolter, Thomas d'Arbigny | Jérémy Olivier, Mitch Olivier | 3:10  |
| 6. | Un peu de rose    | Clara Morgane, Arnaud Affolter | Arnaud Affolter, Thomas d'Arbigny | Jérémy Olivier, Étienne Macar | 3:14  |
| 7. | Ouvre             | Edmond Haraucourt              | Arnaud Affolter, Thomas d'Arbigny | Jérémy Olivier, Étienne Macar | 4:44  |

## Singles
- I'm So Excited : le clip vidéo met en scène Clara Morgane dans l'univers érotique des années 1930 où elle y incarne une chanteuse de jazz. On suit la chanteuse des loges à la scène du cabaret en passant par le bar où cette dernière se livre à un jeu de séduction avec une inconnue grimé en homme. Le clip reprend le thème et les habits du calendrier 2015 de la chanteuse : Showgirl.
- Ève : le clip du second single se déroule en Corse. La vidéo est divisée en plusieurs tableaux alternant scène cabaret, lingeries et cascades extérieurs, Clara y incarnant alors la fameuse Ève de son texte.
- Mon Étage : le troisième single est mis en image par le photoshoot du calendrier 2016 RDV de 5 à 7 et se déroule au Palace Hôtel "Majestic" de Paris.
- Ouvre : le dernier single met en scène Clara dans un château, qui s'ennuie, entouré de deux majordomes. Un soir, elle reçoit sa petite sœur, Alexandra, pour un repas qui révèlera bien des surprises. Les images sont issues du calendrier 2017 et le scénario d'une nouvelle écrite par Clara elle-même baptisée Chronique d'une rêverie.